# Rasanztrauma
Als Rasanztrauma (Plural: Rasanztraumen und Rasanztraumata), in der deutschsprachigen Literatur gelegentlich auch als Hochrasanztrauma bezeichnet, bezeichnet man die Verletzungen (Traumata) aufgrund der Einwirkung hoher Beschleunigungswerte auf den menschlichen Körper.
Die Kräfte, die das Trauma verursachen, können sowohl durch Abbremsung des Körpers selbst als auch durch Beschleunigung durch ein anderes einwirkendes Objekt herrühren. Die Kräfte wirken im Allgemeinen unterschiedlich auf verschiedene Körperteile und Organe und erzeugen damit im Inneren Zug-, Druck- und Scherkräfte, die auf Knochen, Organe und Gefäße einwirken und zu Frakturen (Knochenbruch) oder Rupturen (Rissen) führen können.
Rasanztraumata entstehen meist als Folge von Verkehrs- oder Sportunfällen. Oft resultiert ein Polytrauma.

## Beispiele für typische Rasanztraumata
- Schenkelhalsfraktur durch Verkehrsunfall, Sturz aus großer Höhe, Sturz beim Fahrrad- beziehungsweise Skifahren.[3]
- Klavikulafraktur (Schlüsselbeinbruch) durch Stürze beispielsweise beim Ski-, Snowboard-, Radfahren und Reiten.[4]
- Abdominaltraumata, wie beispielsweise Milz- oder Leberruptur, bei Verkehrsunfällen.
- Schleudertrauma
- Bei etwa 75 % aller Aortenrupturen (Riss der Aorta) ist ein Rasanztrauma, ausgelöst durch einen Pkw-Unfall, die Ursache.[2]
- Die Ruptur des hinteren Kreuzbandes ist als dashboard injury (Armaturenbrett-Verletzung) ein Rasanztrauma bei PKW-Unfällen.[5]